# 桃吐マキル
桃吐マキル（ももと まきる 、1973年10月6日 - ）は、日本の女性イラストレーター。漫画、版画、イラスト、音楽、展示等で活動する実業家でもある。

## 経歴
1994年に調理師免許取得後、『森繁ダイナミック』で小学館新人コミック大賞に入選。同作品でヤングサンデーにて連載。
2009年には人間大學レコードに所属し、アブストラクト且つプリミティブな心を独自な路線で展開している。

## 作品

### 漫画・イラスト
- 『森繁ダイナミック』第34回小学館新人コミック大賞入選　1994

ヤングサンデー（小学館）『森繁ダイナミック』連載　1994
- 『今夜は"ラップ"ダヨネ。』（キューンソニー）CDジャケットイラスト 1995.6ssssss
- 『今夜は"ラップ"が入ってないんダヨネ。』（キューンソニー）CDジャケットイラスト 1995.7
- 『ぼくらの最終戦争　橋本治/著』（小学館）イラスト 1995.11
- 『ぼくらの東京物語　橋本治/著』（小学館）イラスト 1996.2
- 『ぼくらの資本論　橋本治/著』（小学館）イラスト 1996.4
- 『ぼくらの未来計画　橋本治/著』（小学館）イラスト 1996.6
- COMIC CUE vol.2（イーストプレス）『AKIKO』 1996
- COMIC CUE vol.3（イーストプレス）『智恵子ショー』 1997
- 『スジガネ入りのお姫サマになる方法　島村洋子/著』（大和出版）表紙イラスト 1996.2
- まんがジャパンダ（辰巳出版）『心の花園』読み切り
- まんがジャパンダ（辰巳出版）『運命の少女』読み切り
- まんがガウディ（ぶんか社）『月刊少女サンデー』読み切り連載

Vol.1「少女二人」
Vol.2「嘘つき天使」
Vol.3「黒いキッス」
Vol.4「奇人の館」
Vol.5「あなたにとどけ！」
Vol.6「おんみつ姫」
Vol.7「ふしぎな世界」
Vol.8「アユミちゃん」
Vol.9「こども」
Vol.10「サッちゃんはね！」
Vol.11「卒業」
Vol.12「花時計の唄」
- 月刊PANjA（扶桑社）『大江戸朱里』連載
- デジタルコミック「ねぎvol.1」『大美空のテーマ』
- デジタルコミック「ねぎ2号」『不思議迷宮ラブリンス』
- デジタルコミック「ねぎ3世」『ドレ美空シド』
- 『チャート式 試験に出ない ニッポンのしくみ　石黒謙吾/著』（扶桑社）イラスト 1998.7（『図解でユカイ』というタイトルで復刊致しました　2005）
- 『森繁ダイナミック』桃吐マキル＋福耳ノアル - ベストセラーズコミックス/KKベストセラーズ　1998年12月初版発行/A5判/￥895＋税
- コミックビーム（エンターブレイン）『エロい山脈』 1998.12～1999.2 読み切り
- コミックビーム（エンターブレイン）『大美空のテーマ』 1999.3～1999.5 読み切り
- コミックビーム（エンターブレイン）『蟲酸』 1999.12～2001.4 不定期連載
- コミックビーム（エンターブレイン）『ボイン研究所』 1999
- スーパーフィール1号（祥伝社）『クサイモンフミの恋愛話』 1999.4
- スーパーフィール2号（祥伝社）『なかよしのリボンにちゃおしよ』 1999.7
- 『フーリッシュ★ハッカーズ』（ソフトマジック）2003.3 読み切り漫画掲載
- 『個人情報防御ガイドブック』（ソフトマジック）2003.9 読み切り漫画掲載
- 『大内アパート月報／第70号』マンガ 2003.06.30ｓ
- DROP 008 「マンガとくしゅう！」 イラスト 2003.07
- 雑誌『Girlie』魔女っ子白書 イラスト 2004/02/27
- 『モモトリス　Vol。1』　LBTより発売　2004/
- 「溺れる市民」島田雅彦/著（河出書房新社）表紙版画 2004/10 - 『版画』のページから見られます
- 「乙女チックデザイン」柘植ヒロポン/著（翔泳社）表紙イラスト＋付属CD-ROM収録のフリー素材イラスト 2004/11/19
- 絹田雪夫のマンガ雑誌『花と鉄塔vol.01』参加 2004/
- 漫画家・平川雄一が編集長のエロ同人誌『ノーブラセーター』に参加 2004/12
- 「女の子のための合コン虎の巻」柏木珠希 (監修), Rush (著)/ゴマブックス 　表紙＋中のイラスト　2006/05/22
- 『渋谷語事典 2008』イラスト　2008/8/01
- 『マンガライン/デザイン・アイデア素材集』アートワーク掲載　2009/01

### ウェブコミック
- フジテレビホームページ内「少年タケシ」 『○○屋漁子ちゃん』2003.10 連載
- フジテレビホームページ内「少年タケシ」『ビニッ子パピー』新連載スタート！ 2004/06/07～
- 携帯コミックサイト「まんちゅ」にて 漫画『愛情自衛隊』掲載　2007/05
- テレビ東京公式モバイルサイト「てれともばいる」で『去年ルノアールで』のケータイ漫画　2007/10
- KDDI公式サイト・携帯電話向け電子コミックサイト「まんがこっち」の楽曲が流れるコミック「うたコミ」にて　JYONGRIの3つの楽曲をモチーフにした描き下ろし携帯コミック掲載　2008/12/03
  - 「Unchanging Love ～君がいれば～」
  - 「Winter Love Story」
  - 「約束」

### ライブ・展示
- NEKONOKO＋桃吐マキル＋ねこざる３人展『ミルコ』2003/11/21～11/26
- ハト市場vsTRIOFOURにて版画と習字イラスト展示 2004/06/4～6/16
- 宇宙百貨渋谷店内ギャラリーARTWAD'Sにて『私が選ぶ映画のワンシーン展』に参加 2004/12/7～26
- 『少年タケシ創刊号出版記念祭』 - 桃吐マキル+FQTQ+パリッコでライブ出演　2005/03/03
- 『Tシャツ展』ARTWAD'S　2005/03/15～4/10
- 桃吐マキル個展『マキル病棟24時！！』　2005/06/07～06/19
- 宍戸留美、太正明、桃吐マキル、真珠子4人展 - 『夏休みの登校日』2005/07/20～08/03
- GOODS EXHIBITION『'07 アートワッズ グッズ展』　2007/06/26～07/22
- 「喜久盛酒造五代目蔵元藤村卓也 社長就任5周年記念イベント『5年も保つとは思わなかった』」　2008/07/12

会場：阿佐ヶ谷ロフトA
ライブ：桃吐マキル＆パリッコ
- 「CRAZY POPS vol.11」 2008/07/12

会場：LIVElabo（代々木）
ライブ：桃吐マキル＆パリッコ
ライブ：桃吐マキル＋FQTQ
- DRILL企画「平成アーバンチャンピオン Vol.3」　2008/09/06

会場：新宿Marble
ライブ：桃吐マキル＆パリッコ
- 「名前：ナゴヤの魔ゼルな規犬キカク」　2008/10/17

会場：名古屋 栄「タイトロープ」
ライブ：桃吐マキル＆パリッコ

### その他
- AKAKAGE『she is pretty girl』プロモーションビデオ人形制作 1999
- ミュージックフリーペーパー「UNGA!」にて『桃吐マキルの音楽スパンキング！』連載中　2005/06　101号～
- 「ホットペッパー」で『ほとぺぱこ姫』連載中　2006/10月号～